# Nefele (moglie di Atamante)
Nefele (in greco antico: Νεφέλη?, Nephèlē, da νέφος, nèphos, "nuvola") è una figura della mitologia greca, una ninfa delle nubi. Può essere identificata con un'altra Nefele, la madre dei centauri,, oppure con l'Oceanina dallo stesso nome.

## Mitologia
Nefele fu la prima moglie del re di Beozia Atamante e divenne madre di Frisso e di Elle.
Atamante però abbandonò Nefele per Ino, che per invidia cercò di far sacrificare i figli di Nefele agli dei. Nefele allora mandò loro il Crisomallo (l'ariete alato dal vello d'oro) perché li portasse in salvo.
In seguito i due figli volarono sull'ariete. Durante la fuga, Elle disgraziatamente cadde in mare all'altezza dello stretto dei Dardanelli, che prese per questo da lei il nome di Ellesponto, mentre Frisso giunse salvo in Colchide dove il vello d'oro fu successivamente preso da Giasone e dagli Argonauti.